# Mysidia ecuadoria
Mysidia ecuadoria är en insektsart som beskrevs av Broomfield 1985. Mysidia ecuadoria ingår i släktet Mysidia och familjen Derbidae. Inga underarter finns listade i Catalogue of Life.